# Svizzera ai XVI Giochi olimpici invernali
La Svizzera partecipò ai XVI Giochi olimpici invernali, svoltisi ad Albertville, Francia, dall'8 al 23 febbraio 1992, con una delegazione di 74 atleti impegnati in otto discipline.